# Tempestade tropical Chantal (2007)
A Tempestade tropical Chantal foi uma tempestade de curta duração, no Atlântico da Temporada de furacões no oceano Atlântico de 2007. A tempestade formou-se em 31 de julho de 2007 a partir de origens não-tropicais entre Bermudas e Cape Cod, Estados Unidos. Com condições favoráveis, Chantal rapidamente alcançou o pico de intensidade com ventos de 85 km/h. A tempestade acelerou para o nordeste sobre uma área com temperaturas de superfície do mar progressivamente mais frias e depois de uma diminuição na convecção de ar, o NHC parou de emitir avisos sobre Chantal assim que a tempestade começou a sofrer uma transição extratropical na manhã de 1º de agosto. Pouco depois, os resíduos extratropicais cruzaram a Terra Nova, Canadá, antes de seguir sobre águas abertas no Oceano Atlântico norte. Antes de se formar, o sistema causou chuvas moderadas em Bermudas. Logo após a transição para ciclone extratropical, os resíduos de Chantal produziu rajadas de ventos e chuvas torrenciais sobre a Península de Avalon, na Terra Nova, Canadá, causando enchentes e danos causados pelo vento; os danos totais foram calculados em $5,5 milhões de dólares.

## História meteorológica

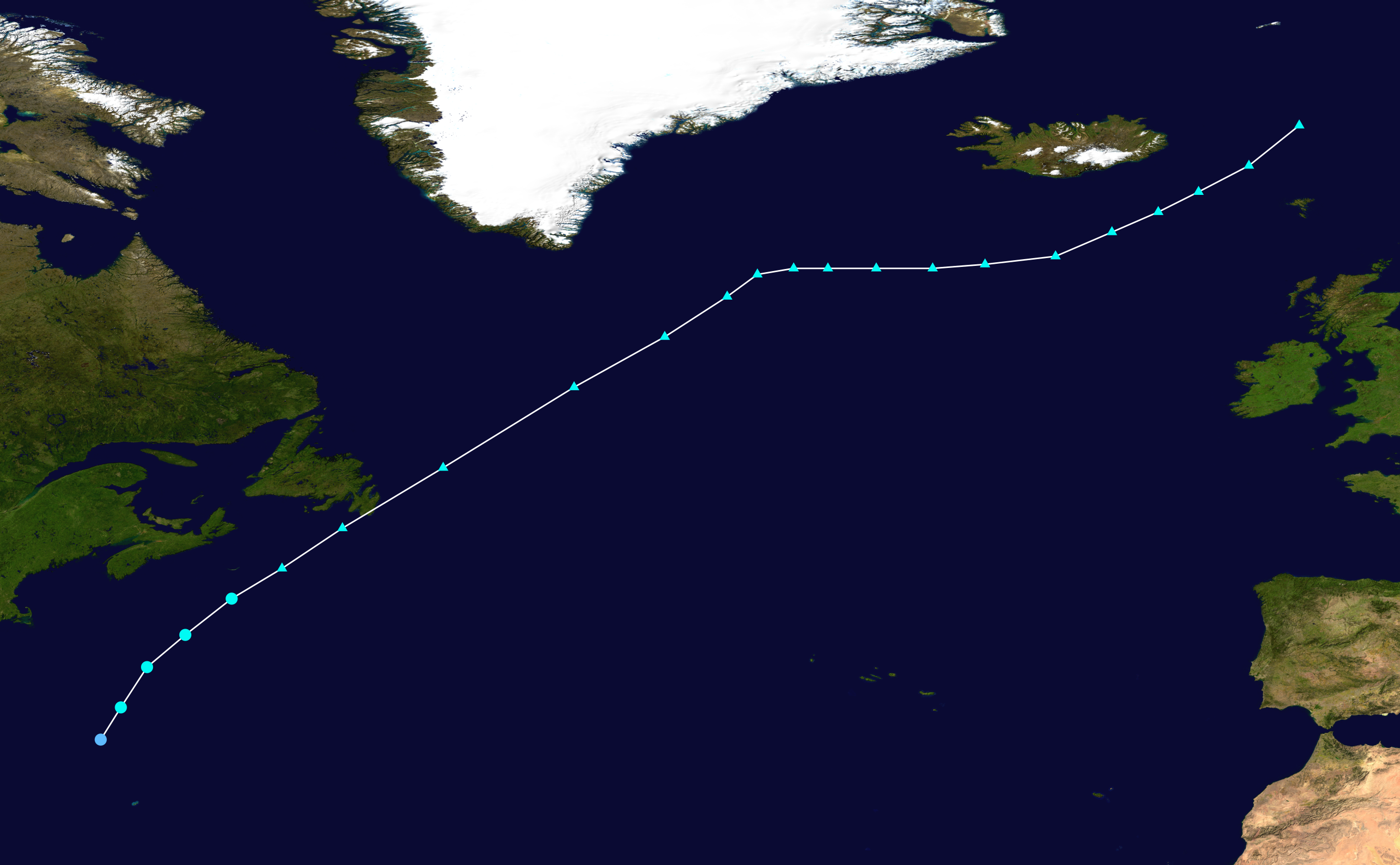
O caminho de Chantal

Um sistema frontal deixou a costa das Carolinas, Estados Unidos em 21 de julho e assim que ele seguiu para o sudeste, ele se degenerou num cavado de baixa pressão; em 26 de julho, o sistema estava quase estacionário à leste de Bahamas. A convecção profunda inicialmente falhou em persistir, embora em 28 de julho, meteorologistas começaram a segui-lo com a técnica de Dvorak. O sistema seguiu para nordeste e e inicialmente as condições ambientais desfavoráveis deixaram o sistema desorganizado. Entretanto, as condições estavam previstas para ficar mais condutivos para o desenvolvimento e em 29 de julho, o NHC observou que o sistema tinha "potencial para o desenvolvimento tropical ou subtropical". Em 30 de julho, a área de baixa pressão parou a oeste de Bermudas assim que ele continuava a ir para o nordeste, sob a influência de um grande cavado de níveis médios. O sistema continha uma circulação de superfície exposta, que intermitente passava abaixo de uma persistente área de convecção de ar ao seu nordeste. Na manhã de 31 de julho, registros de navios e observações do satélite QuikSCAT sugeriram ventos constantes de 55 km/h e o centro do sistema estava bem envolvido suficientemente com convecção de ar para que o NHC o classificasse como a depressão tropical Três enquanto ele estava localizado cerca de 435 km a norte-nordeste de Bermudas, ou cerca de 710 km a sul-sudeste de Chatham, Massachusetts.
Depois de ser classificado, a depressão consistia-se de um centro de baixos níveis parcialmente exposto com convecção de ar ocupando o semicírculo norte do sistema. Localizado sobre águas mornas, cerca de 27°C, um meteorologista notou que a depressão tinha "uma pequena janela de oportunidade… de alcançar força de tempestade tropical antes de fazer a transição para um ciclone extratropical." A convecção de ar aumentou mais perto do centro do sistema e por volta das 06:00 UTC de 31 de julho a depressão se intensificou para a tempestade tropical Chantal enquanto o sistema estava localizado a 855 km ao sul de Halifax, Nova Escócia, Canadá. A tempestade continuou a ir para o nordeste sobre a influência de um cavado de médios níveis e Chantal rapidamente desenvolveu bandas curvas de tempestades destacadas; seis horas após se tornar uma tempestade tropical, Chantal alcançou o pico de intensidade, com ventos de 85 km/h. A tempestade seguiu progressivamente para uma área de águas frias e ar frio, resultando no enfraquecimento de sua convecção de ar. A circulação de ar ligou-se a uma zona frontal que se aproximava e às 06:00 UTC de 1º de agosto, Chantal se tornou um ciclone extratropical.
Após se tornar um ciclone extratropical, Chantal manteve alguma convecção de ar dispersa perto do centro do sistema, embora as principais áreas de convecção e nuvens estendiam-se ao seu norte. Por volta de meio-dia de 1º de agosto, o ciclone atingiu a Península de Avalon e logo após, Chantal se intensificou, com ventos perto da força de um furacão. Em 3 de agosto o ciclone sofreu um último enfraquecimento longe da costa, no Oceano Atlântico norte. Em 5 de agosto os resíduos extratropicais de Chantal foram absorvidos por outro ciclone extratropical a leste da Islândia.

## Impactos
O distúrbio meteorológico precursor de Chantal começou a afetar Bermudas em 30 de julho, produzindo tempestades dispersas e uma forte cobertura de nuvens. No dia seguinte, o sistema causou mais chuva assim que o sistema passou sobre a porção oeste da ilha. Num período de dois dias a precipitação acumulada estava em 53,8 mm no Aeroporto Internacional de Bermudas, contabilizando 35% da chuva total daquele mês. Temporais foram registrados na ilha e os ventos máximos registrados alcançaram 72 km/h. Depois da passagem de Chantal sobre Bermudas, um navio com o código de chamada C60Y4 registrou ventos sustentados de 59 km/h sobre as águas abertas no norte do Oceano Atlântico. Por volta das 23:00 UTC de 31 de julho, uma bóia meteorológica ao sudeste de Nova Escócia, Canadá registrou uma pressão atmosférica de 995 mbar assim que Chantal passou perto.
Pouco depois de Chantal ter se tornado uma tempestade tropical, o centro de previsões de tempestades no Oceano Atlântico do Canadá emitiu avisos de ventos fortes para a costa de Terra Nova. Depois, o escritório de meteorologia de Terra Nova emitiu aviso de chuvas torrenciais para o sudeste da ilha. Próximo à costa, as ondas atingiram a altura de 6 metros. na costa, a tempestade produziu ventos fortes, com um registro não-oficial de 88 km/h perto de onde a tempestade atingiu a costa. Os resíduos extratropicais de Chantal causaram chuvas torrenciais de curta duração sobre a Terra Nova; 43 mm de chuva caíram em apenas uma hora em St. John's, a maior precipitação em uma hora associada a Chantal. Sobre a província, a precipitação chegou a 150 mm em Whitbourne. A chuva causou enchentes e alagamentos em ruas em várias cidades ao longo da Península de Avalon. Várias comunidades declararam estado de emergência. Na Baía dos Espanhóis, Canadá, a enchente fez uma ponte ceder cerca de 50 cm; uma ponte temporária foi construída em dois meses. A ponte definitiva foi prevista para ficar pronta no verão de 2008. Os danos sobre a área foram calculados em $5,8 milhões de dólares canadenses (cerca de $5,5 milhões de dólares americanos).